# Раковицэ, Иоан Михаил
Иоан Михаил Раковицэ (рум. Ioan Mihail Racoviță; 7 марта 1889, Бухарест — 28 июня 1954, Сигету-Мармацией, Румыния) — румынский военный и государственный деятель, министр обороны (23 августа—4 ноября 1944 года),генерал-майор вооружённых сил Румынии.

## Биография
Представитель знатного молдавско-валашского боярского рода Раковицэ. Обучался в 1906—1907 годах в Военной кавалерийско-артиллерийской школе, затем в военном училище в Ганновере (1907—1909). В 1910 г. вернулся в Германию, где учился в конноспортивной школе Пандебурна, которую окончил в 1911 году.
Лейтенантом принимал участие в кампании в Болгарии в 1913 году.
Участник Первой мировой войны. В 1916 году — капитан. В 1917 году ему присвоен чин майора.
В 1923 году стал подполковником, в 1928 году — полковником, бригадный генерал — в 1936 году. В 1940 году стал дивизионным генералом.
Участник Второй мировой войны. В 1941 году был назначен командиром кавалерийского корпуса. Командовал корпусом на начальном этапе операции «Барбаросса» в июне 1941 года и позже в первые два года войны против СССР. 17 октября 1941 года был награждён орденом Михая Храброго за успешное форсирование Днестра и преследование отступавших советских войск, в ходе которого его силами было захвачено в плен 12 783 бойцов и офицеров РККА, 450 кораблей и 70 танков.
В 1942 году И. Раковицэ был переведен в армейский корпус, с которым вышел на Таманский полуостров и принял участие в захвате советских портов Анапа и Новороссийск.
В 1943 году — командовал войсками гарнизона Бухареста.
И. Раковицэ был последним румынским офицером, удостоенным Рыцарским крестом Железного креста.
C 24 января по 31 июля 1944 года Раковица возглавлял румынскую 4-ю армию. В апреле-июне 1944 года в составе немецко-румынских войск успешно противостоял советским частям в ходе Первой Ясско-Кишинёвской операции, в результате которой был сорван план наступления советских войск на Балканы.
После государственного переворота вРумынии 24 августа 1944 года был назначен министром обороны и оставался на этом посту до 4 ноября 1944 года.
С 20 мая 1945 года по 20 мая 1946 года руководил Генеральной инспекцией по вооружению МО Румынии.
С 1 мая 1946 года — генерал армии, командующий 1-й армией (до 30 июня 1947 года). В сентябре 1947 года отправлен в резерв.
В июне 1950 года был арестован и заключен в тюрьму в Сигете, где и умер.

## Награды
- Орден Михая Храброго 3 степени
- Железный крест 1-го класса
- Железный крест 2-го класса
- Рыцарский крест Железного креста